# روجر روبرتو دوس سانتوس
روجر روبرتو دوس سانتوس (به پرتغالی: Roger Roberto dos Santos) هافبک اهل برزیل است که در شهر São Leopoldo و در تاریخ ۳۰ مارس ۱۹۸۶ به دنیا آمده‌است.
روجر روبرتو دوس سانتوس در تیم‌های فوتبال باشگاه ورزشی اینترناسیونال سابقه‌ی حضور دارد.
او اولین بازی خود برای اینترناسیونال را در سال 2007 میلادی در برابر اتلتیکو مینیر انجام داد که نتیجه ی آن دیدار یک بر یک مساوی شد.